# Сергеев, Иван Семёнович
Иван Семёнович Сергеев (1863—1919) — военный гидрограф, русский мореплаватель, генерал-лейтенант Корпуса гидрографов, руководитель Гидрографической экспедиции Северного Ледовитого океана. Его именем названы остров и мыс в заливе Петра Великого, полуостров на севере острова Вайгач в Карском море, мысы в Баренцевом и Восточно-Сибирском морях.

## Биография
Родился 14 (26) июня 1863 года в Петергофе в семье унтер-офицера. 11 (23) сентября 1877 года поступил воспитанником на штурманское отделение Технического училища Морского ведомства в Кронштадте, которое окончил 12 апреля 1881 года с отличием и произведён в кондукторы Корпуса флотских штурманов. Службу начал на Балтийском море. 31 мая (12 июня) 1882 года произведён в прапорщики. В декабре 1882 года был назначен на винтовой клипер «Наездник» (командир капитан-лейтенанта С. А. Зарин), который перешёл из Балтики во Владивосток. С 1883 года служил производителем работ в Отдельной съёмке Восточного океана, участвовал в гидрографических работах в заливе Петра Великого. 24 мая (5 июня) 1885 года был произведён в поручики. В 1885—1887 годах плавал штурманским офицером на пароходе «Амур» и канонерской лодке «Нерпа», участвовал в описи Амурского залива.
В 1889—1891 годах участвовал в экспедиции Гидрографического департамента Морского министерства по исследованию Онежского озёра, проводил съёмки и промеры глубин. С 1892 по 1894 год выполнял гидрографические работы в Або-Аландских шхерах в составе подразделения Отдельной съёмки Балтийского моря. 28 марта (9 апреля) 1893 года произведён в штабс-капитаны.
В 1895—1896 годах на пароходе «Лейтенант Овцын» участвовал в экспедиции А. И. Вилькицкого по изучению устьев рек Енисея, Печоры и Оби, исследовал морское побережье в Енисейском заливе и Обской губе Карского моря, позже подготовил материалы для лоции Карского моря. В 1898—1905 годах исполнял должность помощника начальника экспедиции А. И. Вилькицкого, затем А. И. Варнека и Ф. К. Дриженко, занимался гидрографическими работами в морях Северного Ледовитого океана, проводил опись побережья от Кольского полуострова до Енисея. 9 (22) апреля 1900 года произведён в капитаны Корпуса флотских штурманов.
28 марта (10 апреля) 1904 года произведён в подполковники. В 1905 году Сергеев руководил Северной морской экспедицией Министерства путей сообщения по доставке рельсов из Европы в Енисейск для строительства Транссибирской железнодорожной магистрали. В 1907 году произведён в полковники. С 1908 года начальник Морской экспедиции по проводке речных судов и начальник партии Отдельной съёмки Белого моря по исследованию Мурманского побережья.
Начальник Гидрографической экспедиции Северного Ледовитого океана

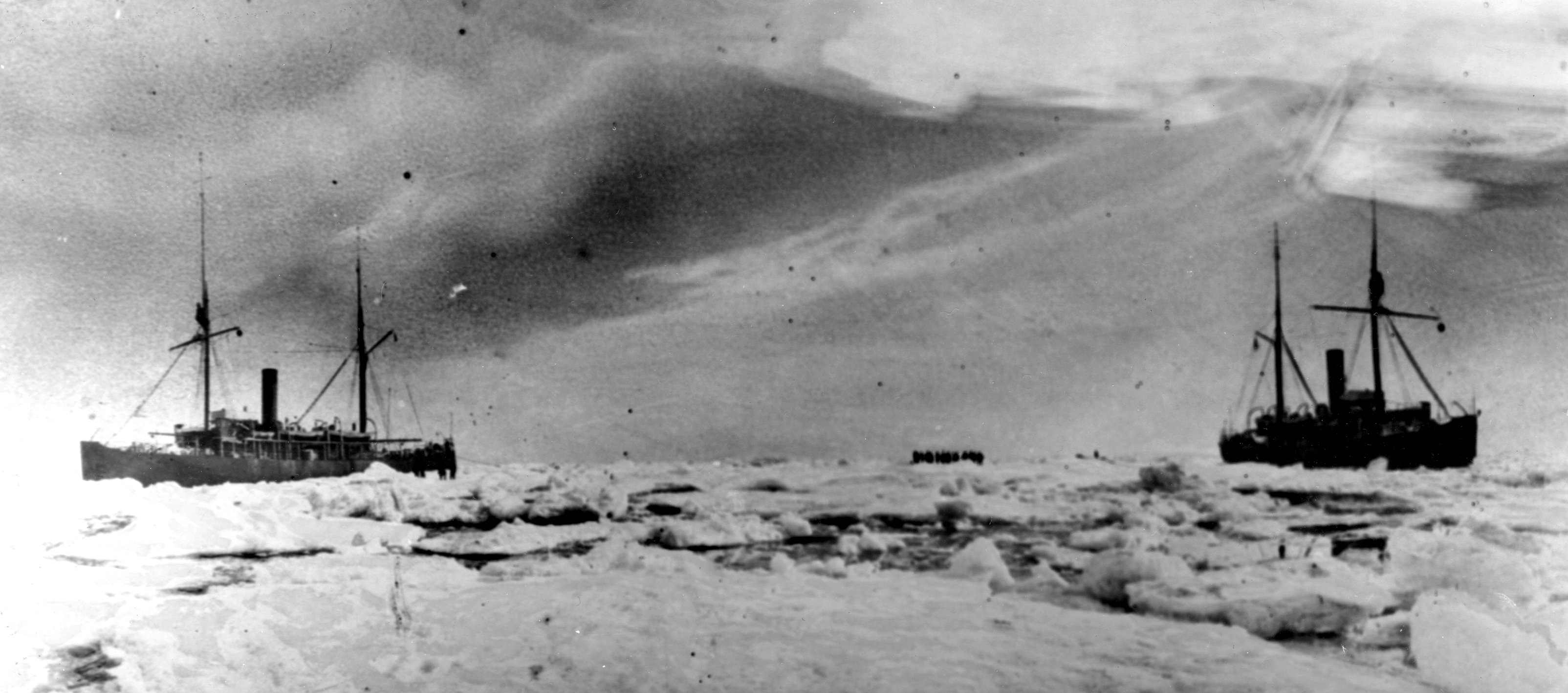
Ледоколы «Таймыр» и «Вайгач»

С 1906 года Сергеев являлся постоянным членом комиссии начальника Главного гидрографического управления Морского министерства генерал-майора А. И. Вилькицкого, которая разрабатывала проект Гидрографической экспедиции Северного Ледовитого океана, задача которой была — освоить и описать Северный морской путь, как альтернативу южным океанским трассам. Вилькицкий обратился к офицеру Морского генерального штаба А. В. Колчаку (будущий адмирал и «Верховный правитель России») с предложением возобновить исследовательскую работу в Северном Ледовитом океане. Колчак в сотрудничестве с Ф. А. Матисеном разработали проект экспедиции с применением стальных судов ледокольного типа. Проект был представлен Вилькицкому и получил одобрение. Программа экспедиции была рассчитана на пятилетний срок. Для экспедиции на Невском заводе в Петербурге были построены два специальных транспорта — «Таймыр» и «Вайгач». Командиром ледокола «Вайгач» был назначен капитан 2 ранга А. В. Колчак, командиром «Таймыра» — Б. Д. Давыдов.
В июне 1910 года «Вайгач» и «Таймыр» совершив из Санкт-Петербурга океанский переход пришли во Владивосток, где был произведён ремонт котлов и механизмов судов. На «Вайгач» прибыл начальник экспедиции И. С. Сергеев. На навигацию 1910 года Главным гидрографическим управлением ставились задачи прохода в Берингов пролив и обследования этого района. Основным пунктом для проведения съёмок и астрономических работ был выбран мыс Дежнёва. В середине августа 1910 года суда вышли в свой первый экспедиционный поход из бухты Золотой Рог и подошли к Камчатке, после чего они пересекли Авачинскую бухту и достигли Петропавловска-Камчатского. Миновав мыс Дежнёва, экспедиция вошла в Северный Ледовитый океан. Простояв неделю у посёлка Уэлен, экспедиция двинулась на запад, 20 сентября ледоколы отправились обратно во Владивосток. По пути в заливе Наталии описали бухты Петра и Павла и внесли уточнения в морские карты. 20 октября экспедиция вернулась во Владивосток. Колчак был отозван в Петербург для продолжения службы в Морском генштабе, командиром ледокола «Вайгач» вместо Колчака был назначен К. В. Ломан.
Второй экспедиционный поход ледокольных судов начался в июле 1911 года. Суда прошли от мыса Дежнева до устья Колымы, в ходе похода проводились съемки, промеры и опись. Съемка базировалась на девяти астрономических пунктах. «Вайгач», кроме того, прошел с гидрологическим разрезом от мыса Биллингса до острова Врангеля, определил там астрономический пункт и произвел магнитные наблюдения. Была сделана опись западного побережья острова и промер вдоль северного берега до острова Геральд. На юго-западной оконечности острова Врангеля мысе Блоссом был поднят русский государственный флаг. В ходе плавания велись метеорологические и ледовые наблюдения, сбор биологических и зоологических образцов. По результатам плавания была составлена морская карта Чукотского моря, подготовлены схема течений и материалы по лоции.

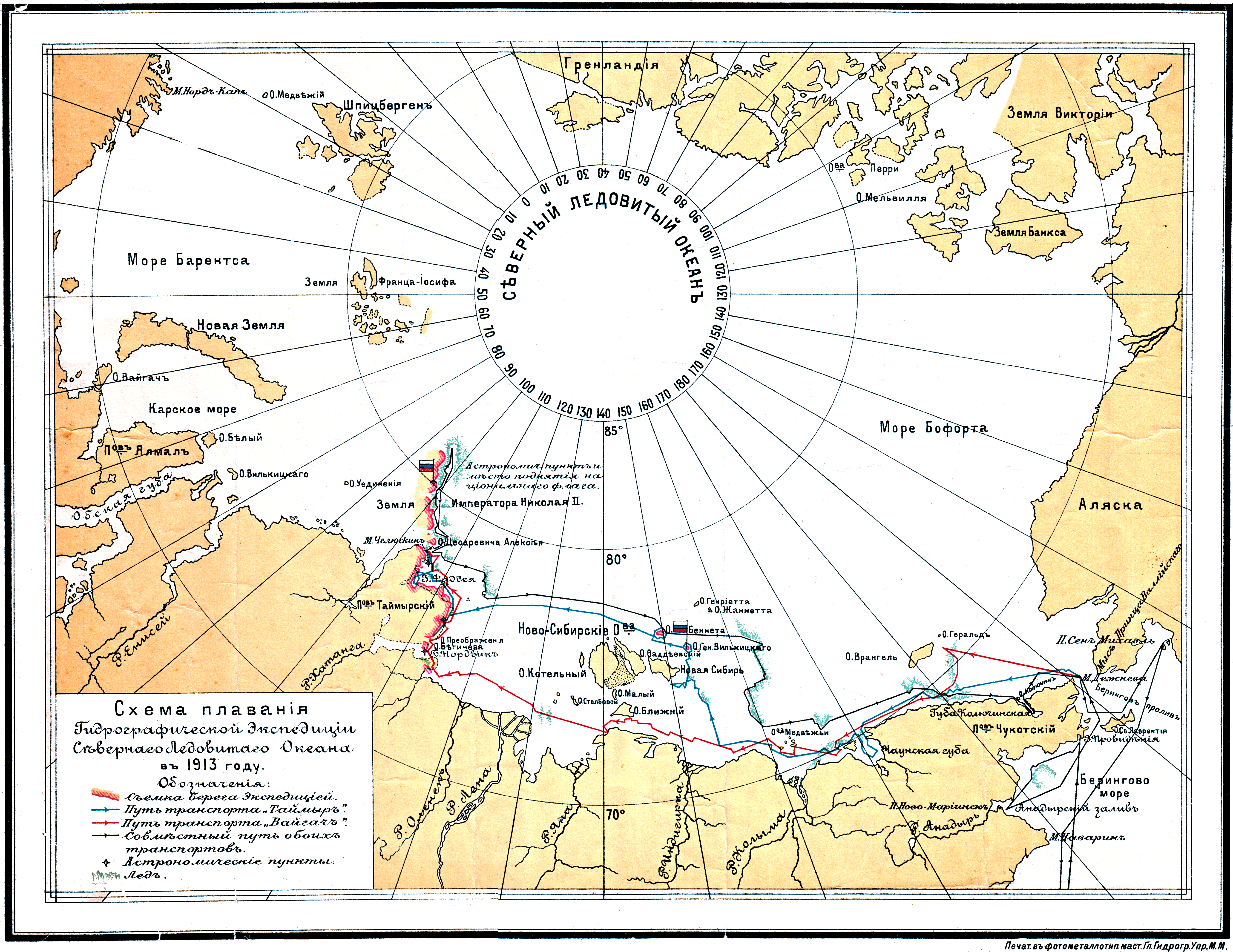
Схема плавания экспедиции 1913 года

В 1912 году суда вышли в море в конце мая. Экспедиция дошла до восточного побережья Таймыра, провела съёмку Медвежьих островов, острова Столбового, южного и западного берегов Большого и Малого Ляховских островов, участков побережья у мысов Святой Нос и Буор-Хая, бухты Тикси. Встретив у берегов Таймыра непроходимые льды, начальник экспедиции принял решение не останавливаться на зимовку, а вернуться обратно. В 1912 году Сергеев был произведён в генерал-майоры, а в феврале 1913 года зачислен в Корпус гидрографов со званием гидрографа-геодезиста.
Летом 1913 года из Петербурга был получен приказ, согласно которому экспедиции предписывалось пройти весь Северный морской путь и дойти до Архангельска. В конце июня 1913 года суда вышли в третий поход. 11 июля, в бухте Проведения у И. С. Сергеева, находившегося на борту ледокола «Таймыр», произошло кровоизлияние в мозг. На «Вайгаче» он был доставлен в ближайший посёлок, а оттуда пароходом «Аргунь» во Владивосток, затем в Петербург для лечения. Исполняющим обязанности начальника экспедиции был назначен командир «Таймыра» 28-летний капитан 2 ранга Б. А. Вилькицкий — сын генерал-майора А. И. Вилькицкого. Под руководством Б. А. Вилькицкого экспедиция в сентябре открыла архипелаг Северную Землю (до 1926 года — Земля Императора Николая II) и два новых острова Малый Таймыр (до 1926 года — остров Цесаревича Алексея) и остров Генерала Вилькицкого. В 1914—1915 годах экспедиция прошла Северным морским путём из Владивостока до Архангельска.
20 октября (2 ноября) 1914 года Сергеев был произведён в генерал-лейтенанты Корпуса гидрографов «с увольнением, по болезни, от службы».
Длительное время считалось, что Иван Семёнович Сергеев умер 14 ноября 1919 года в Петрограде — это было отмечено в ряде справочниках и энциклопедиях, однако в 2021 году сопредседатель Пушкинского общества Латвии Светлана Видякина обнаружила на Покровском кладбище Риги надгробник с надписью: «Генералъ Лейтенантъ Иванъ Семенович Сергеевъ, род. 14 июня 1863, сконч. 7 апреля 1919».

## Награды
За время службы Иван Семёнович Сергеев был награждён следующими орденами:
- Орден Святого Станислава 2 степени (1898);
- Орден Святой Анны 2 степени (1900);
- Орден Святого Владимира 4 степени (1904);
- Орден Святого Владимира 3 степени (1912).

## Память
В 1902 году гидрографической экспедицией Северного Ледовитого океана под руководством А. И. Варнека именем И. С. Сергеева был назван полуостров в Карском море на севере о. Вайгач. Также его именем названы остров и мыс в заливе Петра Великого, мысы в Баренцевом и Восточно-Сибирском морях.